# Ken’ichi Ōmae
Ken’ichi Ōmae (jap. 大前 研一 Ōmae Ken’ichi; ur. 21 lutego 1943 w Kitakiusiu) – japoński konsultant i teoretyk zarządzania, autor książek na temat strategii konkurencji i globalizacji. 

## Życiorys
Ukończył studia na Uniwersytecie Waseda i Tokyo Institute of Technology oraz obronił pracę doktorską z inżynierii jędrowej na Massachusetts Institute of Technology.
W 1972 został pracownikiem firmy konsultingowej McKinsey & Company i później kierował jej oddziałem w Japonii. 
W swoich publikacjach podejmuje temat roli największych orporacji międzynarodowych w gospodarce światowej. Jego zdaniem globalizacja jest procesem bardzo korzystnym i nieuniknionym, choć spowalnianym przez rządy państw, biurokratów i zwolenników protekcjonizmu. Ōmae często podkreśla, że współczesny świat jest światem bez granic.
Stworzył koncepcję strategicznego trójkąta, zwaną też 3C strategii:
1. przedsiębiorstwo (ang. company),
2. klient (ang. customer)
3. konkurencja (ang. competition)

W roku 1990 dodał do powyższych:
- walutę (ang. currency)
- państwo (ang. country)

W ten sposób z trójkąta powstał strategiczny pięciokąt (zwany też 5C strategii).
Jest autorem książek: The Mind of the Strategist (1975), Triad Power: the Coming Shape of Global Competition (1985), The Borderless World (1990), The End of the Nation State.